# Vĩnh Tiến, Tràng Định
Vĩnh Tiến là một xã thuộc huyện Tràng Định, tỉnh Lạng Sơn, Việt Nam.
Xã Vĩnh Tiến có diện tích 29,6 km², dân số năm 1999 là 648 người, mật độ dân số đạt 22 người/km².
Theo thống kê năm 2019, xã Vĩnh Tiến có diện tích 29,6 km², dân số là 516 người, mật độ dân số đạt 17 người/km².